# Meze

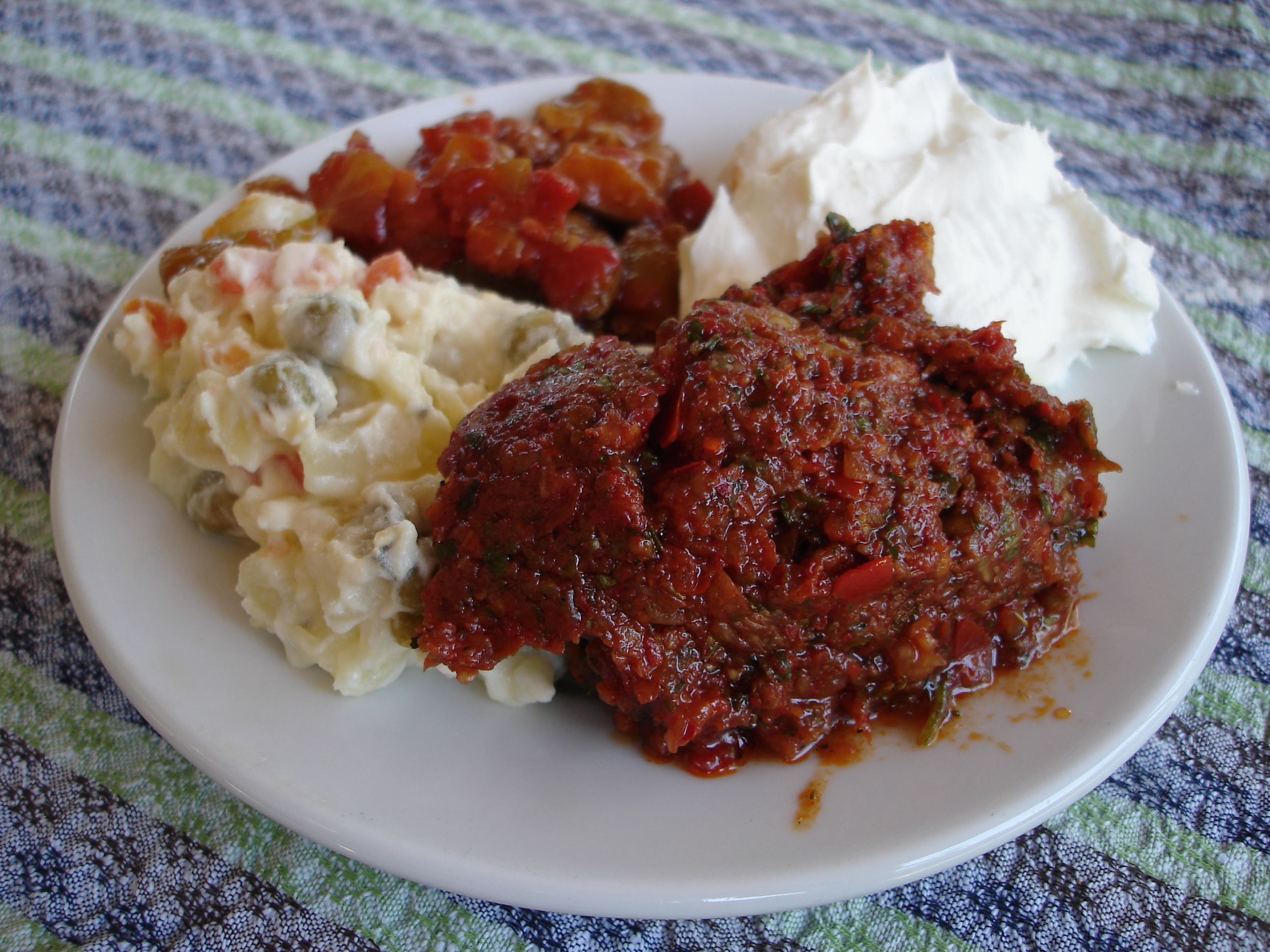
Prato de meze turco.

Meze ou mezze (em grego: Μεζές) é uma seleção de acepipes tradicionalmente servidos com ouzo na Grécia e raki na Turquia. Meze em turco significa «refeição ligeira».
Orektiká é o nome que se dá formalmente a estes acepipes, pode ser utilizado também para se referir ao primeiro prato de uma refeição nas culinárias não-gregas. Diversos dips são servidos, com pita ou fatias de algum outro tipo de pão. Em certas regiões o pão seco (paximadhi) costuma ser amolecido na água.
Eis alguns dos acepipes usados para este fim:
- Boureki (burecas) : espécie de empanadas, de massa normal ou folhada, com diversos recheios, como legumes, queijo ou carne.
- Tiganita: legumes e outros ingredientes fritos (abobrinhas, berinjelas, pimentões ou cogumelos.
- Dolmades: folhas de uva recheadas com arroz e outros ingredientes, por vezes carne.
- Fava: purê de ervilhas secas; por vezes é feito com favas (κουκκιά em grego)
- Salada grega: a salada conhecida mundialmente como 'grega' é chamada de "salada aldeã", ou "camponesa" ("Horiátiki saláta"); essencialmente é uma salada de tomate e pepinos, queijo feta e azeitonas pretas, temperada com sal e azeite.
- "Horta": verduras verdes cozidas no vapor e servidas na forma de salada, temperadas com suco de limão e azeite; podem ser comidas como uma refeição leve, com batatas (especialmente durante a Quaresma, no lugar de carne ou peixe).
- Kolokythoanthoi: flores de abobrinha recheadas com arroz ou queijo e ervas.
- Koukkia: favas.
- Lakhanosalata: salada de repolho
- Marides tiganites: pequenos peixes fritos, servidos com gomos de limão.
- Melitzanosalata: salada de berinjela.
- Pantzarosalata: salada de beterraba com azeite e vinagre.
- Patata salata: salada de batata com azeite, cebolas fatiadas, suco de limão e vinagre.
- Saganaki: queijo frito (o termo se refere a uma pequena frigideira, e pode ser aplicado a diversos outros pratos.
- Skordalia: purê grosso de alho e batatas, costumeiramente acompanhado com algum peixe frito.
- Spanakopita: espinafre envolto em massa folhada.
- Taramosalata: ovas de peixe misturadas com batatas cozidas ou farinha de rosca umedecida, azeite e suco de limão.
- Tzatziki: iogurte com pepino e alho, utilizado como dip.
- Tyropita: queijo, costumeiramente feta, envolto em massa folhada.

Muitos outros alimentos são envoltos em massa folhada, formando pequenos triângulos ou grandes superfícies: kotopita (recheio de frango), spanakotyropita (espinafre e queijo), hortopita (legumes verdes), kreatopita (carne moída) e outros.